# Prachtkuckuck
Der Prachtkuckuck (Chrysococcyx maculatus) ist eine südostasiatische Kuckucksart.

## Merkmale
Der Prachtkuckuck ist ein kleiner Kuckuck, der bis zu 18 cm groß wird. Der Geschlechtsdimorphismus ist stark ausgeprägt. Das Männchen ist oberseits grün-glänzend, die Unterseite ist weiß mit grün-schwarz glänzender Sperberung. Das Weibchen hingegen hat ein rotbraunes Kopfgefieder, die Oberseite der Flügel ist grün-braun glänzend gefärbt. Die Unterseite ist weiß mit brauner Sperberung.

## Verbreitung
Der Prachtkuckuck lebt in der Orientalis. Ganzjährig ist er in Vietnam, Laos und der chinesischen Provinz Yunnan zu finden. Während der Brutsaison kommt der Prachtkuckuck entlang des Himalayas, im Norden Myanmars, sowie bis in die chinesische Provinz Sichuan vor. Überwinterungsgebiete befinden sich auf der restlichen Hinterindischen Halbinsel und in Südindien in den Bundesstaaten Tamil Nadu und Kerala. Selten wird der Vogel auch im Norden von Sumatra gesichtet.
Populationsgrößenschätzungen des Prachtkuckucks liegen nicht vor – die IUCN geht jedoch wegen des großen Verbreitungsgebietes von keiner Gefährdung aus. Zwar wird der Prachtkuckuck nur selten beobachtet, was jedoch auf die Habitatswahl – dichte Wälder – zurückgeführt werden kann, in denen Sichtungen dieser Art durch die Farbe des Gefieders erschwert werden.

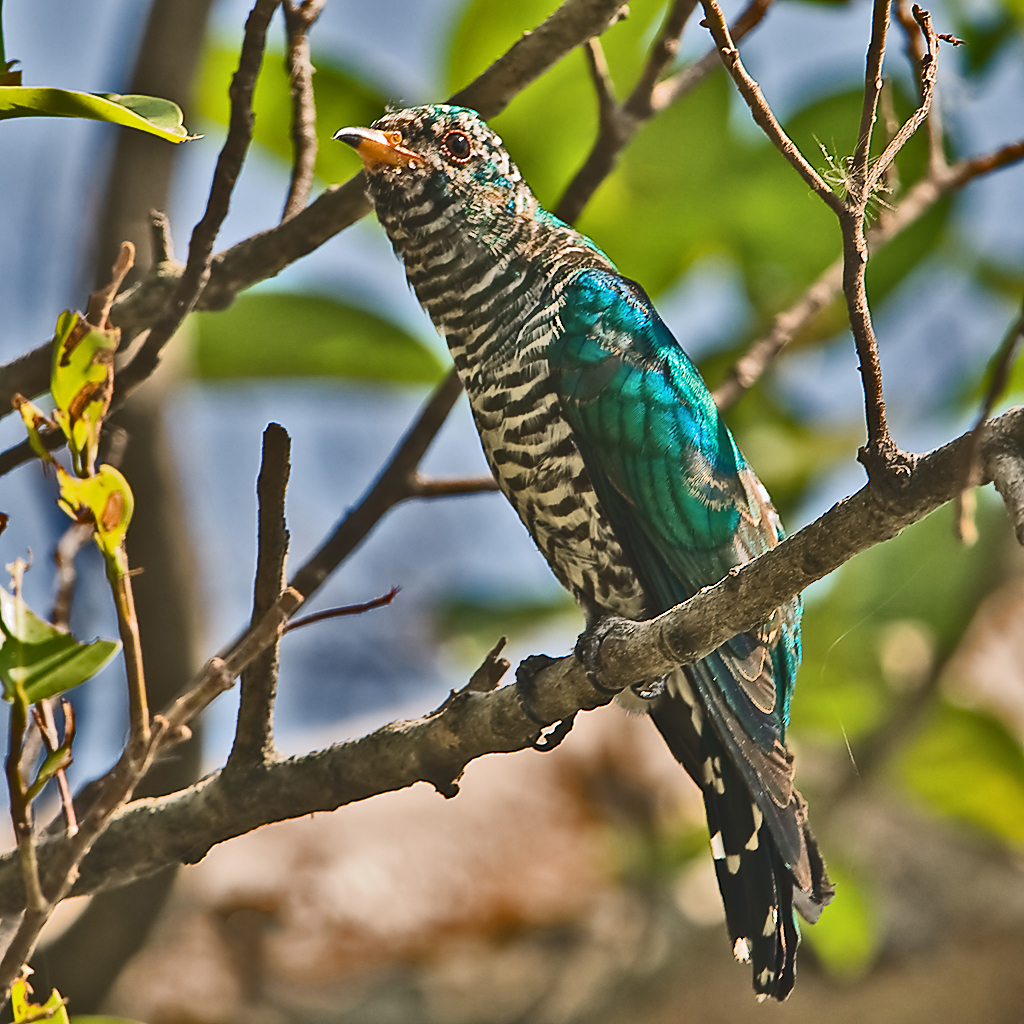
Männlicher Prachtkuckuck (Chrysococcyx maculatus)

## Lebensweise
Prachtkuckucke sind während der Brutsaison vor allem im Kronenbereich von tropischen und subtropischen Regenwäldern zu finden. Außerhalb der Brutsaison besiedeln sie auch anthropogen geschaffene Habitate wie Gärten und Plantagen. Sie sind wie alle anderen Arten der Gattung Chrysococcyx Brutparasiten. Hauptwirtsvögel sind Nektarvögel und Grasmückenartige. Die Nahrung besteht aus Insekten, die oftmals im Flug gefangen werden.

## Etymologie und Forschungsgeschichte
Johann Friedrich Gmelin beschrieb den Prachtkuckuck unter dem Protonym Trogon maculatus. Erst später wurde er der Gattung der Chrysococcyx zugeschlagen.
Der Name Chrysococcyx setzt sich aus den griechischen Worten khrusos für Gold und kokkux für Kuckuck zusammen. Das lateinische Artepitheton »maculatus« steht für »gefleckt, fleckig«.